# Friedrich Herrmann Uhlemann
Friedrich Hermann Uhlemann (* 14. Februar 1835 in Frankenberg, Sachsen; † 10. Juni 1917 ebenda) war ein deutscher Unternehmer und Politiker, unter anderem als Mitglied des Deutschen Reichstags.

## Leben
Uhlemann besuchte Privatschulen in Frankenberg und Niederrabenstein. Er war gelernter Kaufmann und besaß eine Fabrik in Frankenberg. Politisch und gesellschaftlich engagierte er sich als Stadtverordneter, Stadtrat und Vertrauensmann der Sächsischen Textilberufsgenossenschaft. Er war Mitglied der Handelskammer und später auch Friedensrichter sowie Mitglied der Bezirksversammlung der Amtshauptmannschaft Flöha. Auch kirchlich war er als Mitglied eines Kirchenvorstands aktiv.
Von 1898 bis 1903 war er Mitglied des Deutschen Reichstags für den Wahlkreis Königreich Sachsen 15 (Mittweida, Frankenberg, Augustusburg) als Hospitant (Fraktions-Gast) bei der Nationalliberalen Partei.